# Грађевинско предузеће
Грађевинско (инжињеринг) предузеће пружа консултантске услуге, бави се израдом студија, техно-економских елабората, идејних и главних пројеката,  изградњом и реконструкцијом објеката (енгл. Consalting Enginnering Firm). Грађевинско предузеће ради за тржиште на принципу профита и по налогу наручиоца. Поље деловања грађевинских фирми је у разним областима: индустријска постројења, мостови, путеви, железнички коловози, хидро-, термо- и нулкеарна електране, инфраструктурни објекти, мелиорације, пословни и стамбени објекти. Грађевинска предузећа сносе одговорност за стручне поставке и квалитет радова.